# Sefrou

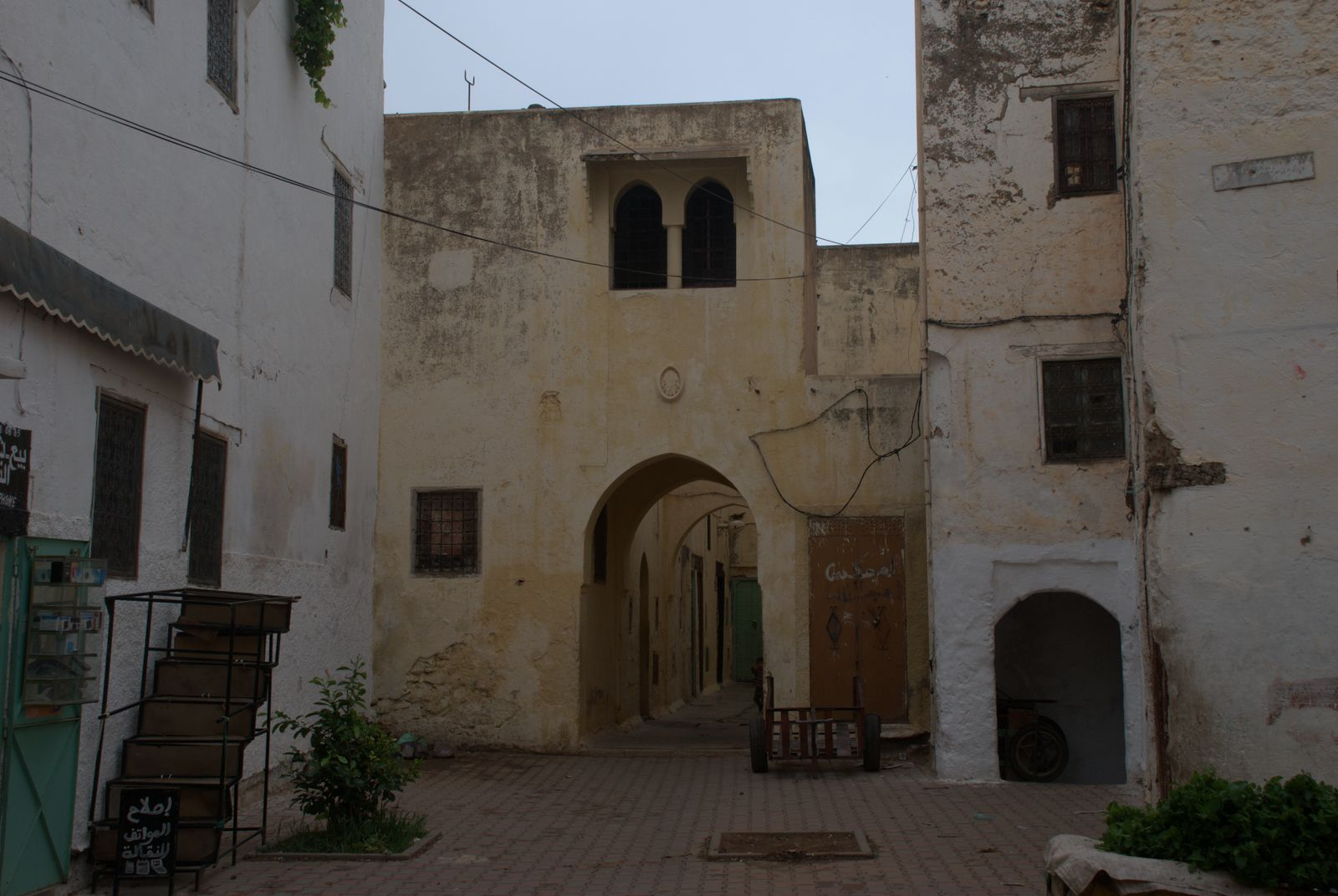
Medinan i Sefrou.

Sefrou är en stad i Marocko och är administrativ huvudort för provinsen Sefrou som tillhör regionen Fès-Meknès. Folkmängden uppgick till 79 887 invånare vid folkräkningen 2014.